# Gerhard von Haniel
Gerhard Friedrich Paul Georg Wilhelm von Haniel, auch Haniel-Niethammer, (* 19. September 1888 in Saarburg, Elsaß-Lothringen; † 22. Februar 1955 in München) war ein deutscher Maler, geprägt vom französischen Impressionismus. Sein Schwerpunkt lag in der Landschafts- und Stadtbildmalerei (Veduten), er malte aber auch Stillleben, Akte und Porträts.

## Leben
Er war das älteste von vier Kindern des aus Ruhrort stammenden Berufsoffiziers Eugen Gustav Heinrich Haniel (1852–1935) und dessen Ehefrau Alma Maria Adolfine Paula Freiin von Niethammer (1864–1942), Erbin von Schloss Tunzenberg. Sein Vater wurde 1904 in den preußischen Adelsstand erhoben und erhielt 1912 im Königreich Bayern die Namensvereinigung mit dem Geschlecht seiner Frau, woraus der Familienname von Haniel-Niethammer resultierte. Sein jüngster Bruder war der CSU-Politiker Fritz von Haniel-Niethammer.
Schon in sehr jungen Jahren zeigte sich Gerhards künstlerische Begabung, die von den Eltern gefördert wurde. Nachdem er sein Abitur an einem Gymnasium in Köln abgelegt hatte, siedelte die Familie 1905 nach München um. Gerhard von Haniel zog bald darauf nach Berlin, wo er Zeichen- und Malunterricht bei Dora Hitz erhielt, der einstigen Hofmalerin des rumänischen Königshauses. 1907 war er für kurze Zeit Schüler von Lovis Corinth, der in Berlin eine private Malschule unterhielt. Ein Jahr später ging Gerhard von Haniel zurück nach München, wo er für kurze Zeit an der dortigen Akademie studierte. Von 1928 bis 1935 lebte er in Paris. Dort erhielt er wichtige Impulse von Henri Matisse. Längere Studienreisen führten ihn nach Spanien und Italien.
Mitte der 1930er Jahre zog er nach München und übersiedelte später nach Tegernsee. Der Künstler starb an den Folgen einer an sich ungefährlichen Operation.

## Künstlerisches Werk
Besonders die Farbigkeit, die sich bisweilen bei ihm wie wild gebärdet, aber auch die Festigkeit der Formen, das Gefüge der Linien und die räumliche Schichtung der Körper wurden durch Frankreich vermittelt.
Schon in den Landschaften macht sich bisweilen, in der Pinselführung bei Bäumen und Wolken, eine barocke Linie bemerkbar, manchmal in Widerspruch zur Atmosphäre geratend. Aber erst in den Stilleben, den Porträts und figürlichen Kompositionen wird sie greifbar. Die Farbe wird hier beherrschender, gewagter, beinahe ausdrucksgeladen; ein kräftiges Purpurrot, Blau und Gelb vor dunklem Grund. Freilich vermag sie nun die isolierten Dinge nicht immer zu binden; doch reichen die besten Stücke an französische Spätimpressionisten heran.

## Werke (Auswahl)
- Korsika, Öl/Lwd. 1923
- Parkanlage in Paris, Öl/Lwd. 1925
- Seinebrücke, Öl/Lwd. 1927
- Landschaft bei Herrsching am Ammersee, Öl/Ldw. 1937
- Stillleben mit Obstschale, Öl/Lwd. 1940
- Tegernsee, Öl/Lwd. 1949
- Bildnis Frau, Öl/Lwd. 1951
- Hafen von Genua, Öl/Lwd. 1953